# タカラcanチューハイ
タカラcanチューハイ（タカラカンチューハイ）は、宝酒造が製造・販売するRTDタイプのチューハイである。1984年に、日本初の缶チューハイとして発売された。

## 開発経緯
宝酒造は1970年代前半まで日本酒、みりん、バイオ研究部門は好調な成果を上げていたが、焼酎部門は低迷を続けていた。1968年、オオムギを発芽させることなく酵素で糖化させ、そのろ過糖液を発酵・熟成し、ホワイトオークの樽で貯蔵した原酒を使った黄金色の焼酎『レッドタカラ』を発売。愛飲家の間で高評価を得た。1974年、アメリカでウォッカの消費量がバーボン・ウイスキーを上回り、この現象はウォッカの液色が無色透明であることから「白色革命」と称された。1977年、宝酒造はレッドタカラの貯蔵原酒をはじめとする様々な原酒をブレンドした無色透明な甲類焼酎『純』を発売。好調な売れ行きを示した。その宣伝活動の中で、「凍らせて純粋さを味わう」「ミックスして調和を楽しむ」などの提案が若者を中心とする幅広い層に受け入れられ、1980年代のチューハイブームへとつながる。1982年末には宝酒造の社内で缶入りチューハイの商品化が議論されたが、缶の充填ラインがなく、多額の設備投資が必要になることから慎重な検討が重ねられた。年が明けてもチューハイ人気が続いたことから、1983年1月に商品化プロジェクトが始動した。味の検討に当たり、担当者は東京や大阪の飲食店で試飲を行った。その中でも、大阪の梅田地下街にある串カツ店は、関東と比べて甲類焼酎を飲む文化が一般的でなかった頃から純をベースにした『純ハイ』を提供しており、宝酒造と共同で新商品の開発に取り組んだ。1984年1月24日に日本初の缶チューハイとして、レモン・純ハイ・プラム・グレープフルーツの4種類のラインナップで発売を開始した。

### 先行商品
先行する、近似ジャンルの商品には1983年発売の「サントリータコハイ」があるが、ベースとなるサントリー樹氷は酒類製造免許の関係からスピリッツ規格で販売されていた。同じく1983年には、東洋醸造から瓶入りチューハイ「ハイリッキー」が発売、1984年9月には缶入りが加わった。商品名はのちに「ハイリキ」に改められ、発売元も1992年に東洋醸造との合併により旭化成、2002年に事業譲渡によりアサヒビールに移っている。

## 商品
商品名は「純ハイ」と「タカラ缶チューハイ」の2案から後者が選ばれ、若年層への訴求を意識して缶をcanにアルファベット表記した。シルバーメタリックの地に「can CHU -HI」のタイポグラフィを配したパッケージデザインはグラフィックデザイナーの松永真の手によるもので、松永は本商品をはじめとする一連のグラフィックデザイン活動が評価され、第32回毎日デザイン賞を受賞。若干のマイナーチェンジを重ねながらも基本的なデザインは踏襲され、2013年度にはグッドデザイン・ロングライフデザイン賞を受賞している。当初の缶のサイズは250mlであったが、翌年に350mlと500mlが加わった。過去には瓶入り『タカラBINチューハイ』、ペットボトル入り『タカラPETチューハイ』も販売されていた。容器デザインに関しては、1995年に日本の酒造業界としては初めて、誤飲防止のため缶の蓋に「おさけです」の文字表記と、「おさけ」の点字表記を導入したことも特筆される。
本商品の発売に先駆け、1983年に千葉県の松戸工場に、毎分400缶充填可能の最新鋭の製造ラインを新設。1984年の発売当初のラインナップはレモン・純ハイ・プラム・グレープフルーツの4種類。宮崎県高鍋町の黒壁蔵で樽熟成した11種類の焼酎の原酒をブレンドし、甘さを控えた辛口に仕上げた。広告にはジョン・トラボルタを起用し、「TOKYO DRINK」のキャッチコピーで都会的な印象を打ち出した。翌年度の売り上げは581万ケースを記録している。1987年に上梓された俵万智の歌集『サラダ記念日』にも「カンチューハイ」の単語が登場するほど、人々の暮らしに密接する商品となった。
1990年には、女性を意識し、アルコール分を4%に抑え果汁をふんだんに使った『タカラcanチューハイ デラックス』を発売。1994年にラインナップに加わった『すりおろしりんご』はCMに宮沢りえを起用し、「すったもんだがありました」のキャッチコピーは同年の新語・流行語大賞の年間大賞を受賞した。果汁系チューハイの後継商品には、『タカラCANチューハイ「直搾り」』や、2021年9月28日発売開始の『タカラcanチューハイ「すみか」』がある。
1990年代後半になると、ビール会社が低価格帯の缶チューハイに参入。市場規模が急拡大したが、価格対抗をとらなかったタカラcanチューハイは、結果としてプレミアム商品の位置づけとなった。キリンの『氷結』やサントリーの『-196℃ ストロングゼロ』がウォッカベースであるのに対し、宝酒造は焼酎を使い続けている点も特徴の一つと言える。2006年には、比較的年齢層の高めの男性をメインターゲットとし、大衆酒場の味わいを打ち出した『TaKaRa焼酎ハイボール』の発売を開始。タカラcanチューハイに対しスタンダードタイプと位置づけられている。
2016年には、消費者の間でストロング系チューハイの人気が高まったことから、アルコール度数を従来の8%から9%に高めた『タカラcanチューハイ＜ドライ＞』を発売開始した。
宝酒造では、タカラcanチューハイやTaKaRa焼酎ハイボールなどのソフトアルコール飲料を松戸と三重県の楠、京都市の伏見の日本国内3か所の工場で生産する。このうち松戸工場は2019年に、1983年の製造開始時に導入した缶充填設備を全面的に刷新。缶の充填速度を従来比1.5倍とした。これにより3工場を合わせた生産能力は2800万ケースとなり、そのうち5割を松戸工場が占める。